# The Glue
The Glue (auch theGlue; engl. „der Leim“) ist eine Schweizer A-cappella-Musikgruppe aus Basel, die 1997 ursprünglich nach dem Vorbild der Prinzen gegründet wurde und vorwiegend selbst geschriebene Songs singt.

## Bandgeschichte
Zum Gründungszeitpunkt sangen alle Mitglieder von The Glue in der Knabenkantorei Basel. Bei einem Gastspiel der Kantorei in Wien sang man spontan in der Gruppe auf der Straße, um Geld für einen Prater-Besuch zu erbetteln, und die Idee einer A-cappella-Gruppe war geboren. Dazu paarte sich der Wunsch der Jugendlichen, mehr weltliche Musik (wie die Comedian Harmonists oder, zum damaligen Zeitpunkt sehr aktuell, Die Prinzen) singen zu können, während in der Kantorei fast ausschließlich geistliche Musik gesungen wurde.
Die ersten Auftritte hatte The Glue zu privaten Anlässen wie Geburtstagen und Hochzeiten. Damals bestand das Repertoire größtenteils aus Cover-Versionen. Mit dem zweiten Platz beim Basler Nachwuchswettbewerb Strampolin konnte eine erste Demo-CD namens Laora L [ist] tot produziert werden. In der Folge machte sich die Gruppe mit semi-inszenierten Bühnenstücken einen Namen. Den regionalen Durchbruch schaffte The Glue durch die Teilnahme am Charivari-Musical Stärnestaub 2000 und 2002. In der Folge häuften sich die Auftritte, sodass im Sommer 2001 das erste Album mundwerk erschien. Das Album bestand aus Cover-Versionen bekannter Songs und Volksliedern und aus Eigenkompositionen.
Bis 2002 wurde mundwerk etwa 100 Mal aufgeführt. Im gleichen Jahr erschien die Single Shy und ein neues Programm unter dem Namen maulwurf wurde bei Auftritten aufgeführt. Mit maulwurf zeigte sich The Glue individueller, vermehrt traten eigene Songs in den Vordergrund, und es wurde professioneller gearbeitet. Anfangs 2003 wurde daraus das Livealbum maulwurf live produziert, 2005 auch eine DVD. Ab 2004 brachten Auftritte im Casinotheater Winterthur nationale Bekanntheit und auch in Deutschland konnte The Glue durch Konzerte in Freiburg, Stuttgart und Berlin großen Erfolg feiern. Am 26. April 2005 wurde das maulwurf-Programm zum letzten Mal aufgeführt.
Nachdem The Glue am 20. Oktober 2005 im Theater Basel ihr neustes Album BOCA JUNIORS präsentieren konnten, war die A-cappella-Band auf einigen Bühnen der Schweiz und Deutschlands anzutreffen. Das gleichnamige Live-Programm stellte einen weiteren qualitativen Sprung dar, da erstmals mit professionellen Ton- und Lichttechnikern gearbeitet und ein Fokus auf die dramaturgische Gestaltung gelegt wurde.
Anlässlich ihres zehnjährigen Jubiläums veranstalteten The Glue am 22. September 2007 im Stadtcasino Basel das Stimmkunst-Festival Lala Blabla Pomme d’Adam. In zwei Konzerten traten internationale A-cappella-Grössen aus allen Musiksparten auf, u. a. Huun-Huur-Tu, White Raven, Insinghizi, Noëmi Nadelmann mit dem Vokalensemble Voices, sowie die Knabenkantorei Basel und The Glue mit allen ehemaligen Bandmitgliedern.
Am 1. A-cappella-Award Baden-Württemberg in Ulm nahmen The Glue 2008 teil. Im November 2010 erhielten sie den mit 15.000 CHF dotierten Kulturpreis Kanton Basel-Landschaft.
Einen Monat später, im Dezember 2010, traten The Glue mit Come What May bei Die grosse Entscheidungsshow im SF 1 an, dem nationalen Vorentscheid für den Eurovision Song Contest 2011. Aus über 500 Bewerbern schaffte es die Band bei einer Vorabwahl auf eurovision.sf.tv, wo Anfang November 2010 die User 7 der 12 Kandidaten bestimmten konnten, unter die 12 Teilnehmer, welcher ihre Songs in der Show live präsentieren durften. The Glue hatten die Startnummer 12 und landeten im Endergebnis auf dem 5. Rang.
2011 erreichten The Glue bei der Harmony Sweepstakes Regional Competition im Miller's Theatre in New York den ersten Platz in der Kategorie Beste Eigenkomposition für Sandburgenbauen und den zweiten Platz in der Gesamtwertung. Außerdem nahmen sie am 5. Internationalen A CAPPELLA Wettbewerb Leipzig teil.
2012 gaben The Glue im Zuge ihrer Gluebâlisation genannten Welttournee Konzerte in Südafrika, den USA, Taiwan, Hongkong, Marokko, Tschechien, Deutschland, Österreich, Frankreich und der Schweiz. Im Zuge dessen traten sie auch beim Taiwan International Contemporary A Cappella Festival in der Endrunde der Contemporary World Cup Competition an und erhielten für ihre Leistung eine Goldmedaille. Außerdem stellten The Glue mit einem Auftritt beim Taichung Jazz Festival 2012 einen persönlichen Publikumsrekord von 20.000 Zuschauern auf.
Im selben Jahr am 22. September veranstaltete die Band zum 15-jährigen Bandjubiläum Die Jubiläumsshow mit der Knabenkantorei Basel, den Voices der Musikschule Münchenstein, den Männerstimmen Basel, Anna Rossinelli und Band, den G*appeals, den Ladybirds sowie der Ballettschule Theater Basel und The Glue mit allen Ehemaligen. Die Moderation übernahm der Slampoet Laurin Buser.
Seit der Premiere im Mai 2014 sind The Glue mit ihrem neuen Programm La bouche qui rit unterwegs. Im Oktober 2014 tourten sie erneut durch Asien mit Stationen in Singapur, Hongkong und Taiwan und nahmen wieder am Taiwan International Contemporary A Cappella Festival teil, wo sie eine Silbermedaille und den Preis für die beste Komposition (Dui Shabao, Übersetzung von Sandburgenbauen auf Mandarin) erhielten.

## Trivia
Der Name The Glue hat laut Aussage der Band keine tiefer gehende Bedeutung, sondern wurde aufgrund seines Klangs gewählt, ohne dass die Band zum Gründungszeitpunkt die genaue Bedeutung kannte (Clalüna: Als sich herausgestellt hat, dass es «Leim» heisst, haben wir verschiedenste Varianten gesucht, den Namen zu begründen, von «wir leimen Stile zusammen» bis «wir fesseln das Publikum, wie wenn es angeleimt wäre» – die Wahrheit ist aber: Es tönt einfach gut.).
Ein Markenzeichen der Band ist die Vielsprachigkeit ihres Repertoires, wobei keine Sprache eindeutig dominiert. Es finden sich Lieder in Deutsch, Englisch, Französisch, Spanisch, Italienisch, Rätoromanisch, Mandarin oder Zulu. Bis auf wenige Ausnahmen sind diese Lieder nicht gecovert, sondern wurden von der Band tatsächlich in jener Sprache verfasst. Auch stilistisch bearbeitet die Band ein breites Feld. Neben Pop- und Rocksongs finden sich Drum ’n’ Bass, Reggae, Funk, Chansons oder Soul sowie durch die Entstehungsgeschichte bedingt natürlich auch klassische Einschläge.
Ausser an abendfüllenden Konzerten und Wettbewerben treten The Glue ebenfalls häufig bei a cappella Festivals oder an Konzertnächten auf. Zu nennen sind hier beispielsweise das Vokal Total A-cappella Festival in München, das A-cappella-Festival in Pfäffikon SZ, die Zürcher Acapella Night oder das Sparkassen-A-Cappella-Festival in Dortmund.
Auch wenn The Glue zum Jubiläum 2012 ein Songbook veröffentlichten, betont die Band immer wieder, dass sie gänzlich ohne Noten arbeite. Für die Realisation des Songbooks musste deshalb Arrangeur David Rossel die enthaltenen Songs zuerst nach Gehör notieren, bevor die Setzungen bearbeitet werden konnten.

## Bandmitglieder
Die ursprüngliche Besetzung bestand aus den fünf Sängern Oliver Rudin, Martin Vischer, Daniel Raaflaub, Stefan Raaflaub und Jonas Göttin. Als die Gebrüder Raaflaub sich 1998 zurückzogen, stiessen Daniel Recher und Tumasch Clalüna zur Band hinzu. 1999 entschied sich Recher für sein Studium in St. Gallen und verließ die Band wieder. Neuer Bassist wurde Adrien Jaccottet, ein Jahr später kam mit Gregor Beermann ein weiterer, tieferer Bass hinzu, der das Ensemble komplettierte. Bis 2003 war The Glue dann zu sechst, bis Vischer wegen eines Auslandsstudiums in Leipzig und Jaccottet wegen seines Studiums und der Karriere als Nachwuchsschiedsrichter austraten.
Alle ehemaligen und aktiven Bandmitglieder außer Adrien Jacottet und den Beatboxern Florens Meury, Florian Volkmann und Michael Moor entstammen der Knabenkantorei Basel; allerdings singt (altersbedingt) kein Sänger mehr aktiv in diesem Chor. Bis auf Beatboxer Michael Moor singen alle aktiven Mitglieder von The Glue sowie einige ehemalige Mitglieder von The Glue und/oder der Knabenkantorei Basel zudem in dem 2008 von The Glue-Sänger Oliver Rudin gegründeten Männerchor Männerstimmen Basel.

## Diskografie
Alben
- mundwerk (2001)
- maulwurf live (2003)
- BOCA JUNIORS (2005)
- Kin' de Lele (2009)
- La bouche qui rit (2014)

Singles
- Shy (2002)

Demos
- Laora L [ist] tot (1999)

DVDs
- Maulwurf live (2005)